# 阴道前庭
阴道前庭，指小阴唇左右两侧之间的区域，前端抵阴蒂，后界至阴唇系带。开口于阴道前庭的结构有尿道、阴道、前庭大腺、斯基恩氏腺。

## 病理学
阴道前庭疼痛非常常见；据密歇根大学的一项研究，28%的女性曾经历过前庭疼痛，8%在过去6个月中有过前庭疼痛。 